# Кучевский, Иероним Феликсович

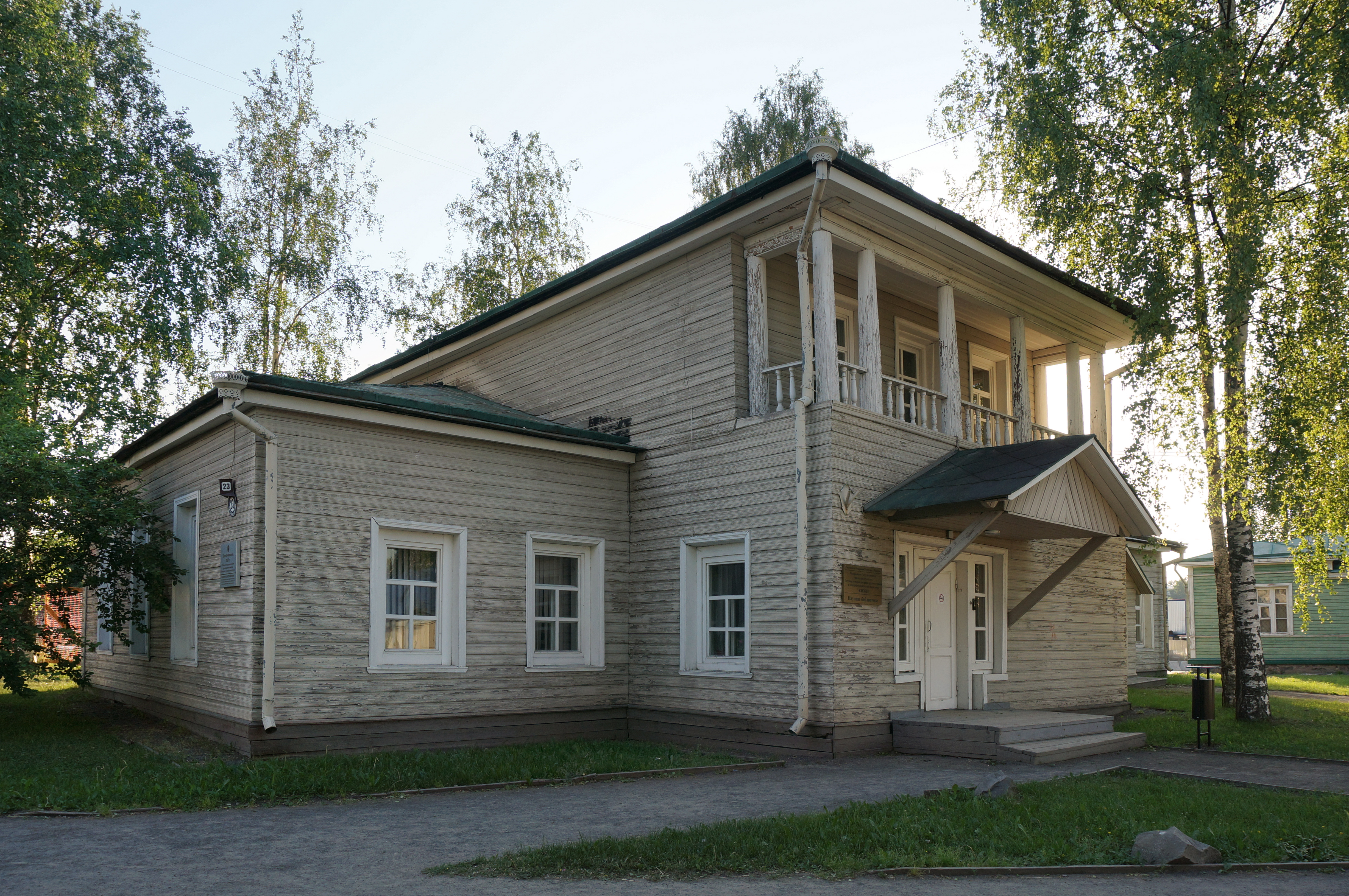
Дом Кучевского в Петрозаводске
(июнь 2021).

Иероним Феликсович Кучевский (7 февраля 1855—24 февраля 1921) — российский земский деятель, Олонецкий губернский комиссар Временного правительства (1917).

## Биография
Родился в дворянской семье римско-католического вероисповедания, происходящих из Ковенской губернии.
В 1873 г. окончил Лисинское лесное училище близ Царского Села.
17 января 1878 г. получил должность заведующего Александро-Кончезерской казенной дачей, принадлежащей Олонецким горным заводам (в г. Петрозаводске).
С 1885 г. — губернский секретарь.
В 1893 г. избран кандидатом в гласные Петрозаводской городской думы.
С 1897 г. — окружной лесничий Олонецких горных заводов.
С 1897 г. — титулярный советник.
В марте 1899 г. у И. Ф. Кучевского произошёл крупный конфликт с петрозаводским городским головой Николаем Левиным по вопросу освидетельствования лесоматериалов, закупленных по контракту для города.
С 3 мая 1903 г. — председатель правления Петрозаводского общества потребителей.
С 1911 г. — одновременно агент правления Первого Российского страхового общества.
В 1912 г. в отставке в чине надворного советника.
С 1913 г. член Олонецкого присутствия по делам страховых рабочих.
В 1910-х И. Ф. Кучевский занимается активной земской деятельностью, так в 1914 г. он является гласным губернского земства от Петрозаводского уезда, членом Олонецкой губернской земской управы, членом Олонецкого губернского комитета попечительства о народной трезвости, членом Олонецкой губернской землеустроительной комиссии, членом попечительского комитета Петрозаводской Мариинской женской гимназии, член присутствия Олонецкого губернского учительского совета, член Олонецкого губернского попечительства детских приютов ведомства императрицы Марии, Петрозаводского благотворительного общества, Олонецкого губернского и Петрозаводского уездного училищных советов. Кроме того, он является членом учётно-ссудного комитета по торговым кредитам.
В 1915 г. Кучевский снова избирается гласным Петрозаводской городской думы.
В 1916 г. — заместитель уполномоченного председателя Особого совещания по продовольственному делу в Олонецкой губернии.
В 1917 г. редактор «Вестника Олонецкого губернского земства»
7 марта 1917 г. И. Ф. Кучевский назначен Олонецким губернским комиссаром временного правительства.
В июне 1917 г. в связи с выражением Петрозаводским совет рабочих и солдатских депутатов недоверие, ушёл с должности комиссара, передав её Ф. Прохорову.
Впоследствии служил конторщиком на Мурманской железной дороге.
Умер 24 февраля 1921 года в Петрозаводске.
До настоящего времени сохранился Дом Кучевского Иеронима Феликсовича в г. Петрозаводске на Неглинской набережной, 23.

## Награды
Был награждён орденами Святой Анны III степени и Святого Станислава II и III степеней.